# Welbore Ellis Doyle
Major Général Welbore Ellis Doyle (né en 1758 à Dublin - mort le 30 juin 1797) est le 3e gouverneur militaire du Ceylan britannique.

## Biographie

### Carrière militaire
Il rejoignit l'armée en 1770 en tant que simple enseigne dans le 55ème Régiment et fut promu lieutenant en septembre 1773. 
Il servit en Amérique du Nord avec son frère John Doyle (en) à partir de 1775, participant activement à la guerre d'indépendance des États-Unis. Il fut nommé capitaine du 55ème Régiment en novembre 1777. 
Sous le commandement de Francis Rawdon-Hastings, il servit à la bataille de Hobkirk's Hill, le 25 avril 1781. Il rentra en Grande-Bretagne avec son frère plus tard cette année-là, mais fut capturé en route par la flotte française pour être ensuite échangé.
Il fut nommé lieutenant-colonel du 105ème Régiment (anciennement "Volunteers of Ireland") en mars 1782, mais mis à demi-solde juste après la paix. Il fut envoyé en Pologne et à Varsovie au cours des années 1780. Doyle fut nommé lieutenant-colonel du 14ème Régiment en mars 1789 et commanda le régiment dans la campagne de Flandre (en) sous le duc d'York en 1793. 

### Révolution française
Il se distingua lors de la bataille de Famars le 22 mai 1793 en menant une attaque contre un camp retranché. 
Après l'évacuation des Pays-Bas, il rejoint les survivants royalistes lors de l'expédition de Quiberon sur l'île d'Yeu avec 4 régiments d'infanterie britanniques et 3 unités de cavalerie royalistes à partir de septembre, à la tête d'un total de 5 000 hommes. 
Il a commandé l'attaque sur Hedic et Houat en août. Finalement, cette force fut obligée de se retirer en raison de graves problèmes d'approvisionnement après l'échec des Vendéens lors de la guerre de Vendée à obtenir un soutien.
Doyle fut nommé brigadier général en novembre 1794 et promu major général en février 1795. 

### Gouverneur du Ceylan britannique
Il fut ensuite envoyé en Inde, passant quelque temps au cap de Bonne-Espérance en 1796. 
Nommé Gouverneur militaire du Ceylan Britannique à son arrivée le 1er janvier 1797, il y meurt subitement le 30 juin, à l'âge de 39 ans.